# Liste der Biografien/Muller, C
Liste der Biografien |
Portal Biografien |
C Personensuche
# |
A |
B |
C |
D |
E |
F |
G |
H |
I |
J |
K |
L |
M |
N |
O |
P |
Q |
R |
S |
T |
U |
V |
W |
X |
Y |
Z |
?
 
Ma |
Mb |
Mc |
Md |
Me |
Mf |
Mg |
Mh |
Mi |
Mj |
Mk |
Ml |
Mm |
Mn |
Mo |
Mp |
Mq |
Mr |
Ms |
Mt |
Mu |
Mv |
Mw |
Mx |
My |
Mz
 
Mua |
Mub |
Muc |
Mud |
Mue |
Muf |
Mug |
Muh |
Mui |
Muj |
Muk |
Mul |
Mum |
Mun |
Muo |
Mup |
Muq |
Mur |
Mus |
Mut |
Muu |
Muv |
Muw |
Mux |
Muy |
Muz
 
Mula |
Mulb |
Mulc |
Muld |
Mule |
Mulf |
Mulg |
Mulh |
Muli |
Mulj |
Mulk |
Mull |
Mulm |
Muln |
Mulo |
Mulr |
Muls |
Mult |
Mulu |
Mulv |
Mulw |
Muly |
Mulz
 
Mulla |
Mulle |
Mullg |
Mullh |
Mulli |
Mulln |
Mullo |
Mullr |
Mully
 
Mulled |
Mullei |
Mullej |
Mullem |
Mullen |
Muller |
Mulles |
Mulley
 
Muller, A |
Muller, B |
Muller, C |
Muller, D |
Muller, E |
Muller, F |
Muller, G |
Muller, H |
Muller, I |
Muller, J |
Muller, K |
Muller, L |
Muller, M |
Muller, N |
Muller, O |
Muller, P |
Muller, Q |
Muller, R |
Muller, S |
Muller, T |
Muller, U |
Muller, V |
Muller, W |
Muller, X |
Muller, Y |
Muller, Z |
Mullera |
Mullerb |
Mullerh |
Mullerl |
Mullerp |
Mullers |
Mullerw |
Mullery
Die Liste der Biografien führt alle Personen auf, die in der deutschsprachigen Wikipedia einen Artikel haben. Dieses ist eine Teilliste mit 115 Einträgen von Personen, deren Namen mit den Buchstaben „Muller, C“ beginnt.

## Muller, C

### Muller, Ca
- Müller, Camillo (1870–1936), österreichischer Fechter
- Müller, Carl (1794–1857), deutscher Jurist und Richter
- Müller, Carl (1803–1868), nassauischer Politiker
- Müller, Carl, Mitglied des Provinziallandtages Hessen-Nassau
- Müller, Carl (1847–1929), deutscher Maschinenbau-Ingenieur und preußischer Baubeamter
- Müller, Carl (1857–1931), deutscher Chemiker
- Müller, Carl (1879–1953), deutscher Kunstmaler und Politiker (USPD, KPD)
- Müller, Carl (1887–1961), deutscher Landrat
- Müller, Carl (* 1898), deutscher Architekt
- Müller, Carl (1903–1990), Schweizer Gynäkologe
- Müller, Carl Alfred (1855–1907), deutscher Botaniker
- Müller, Carl August (1804–1870), deutscher Hofinstrumentenbauer der Romantik
- Müller, Carl Friedrich (1796–1846), deutscher Komponist und Kapellmeister
- Müller, Carl Friedrich (1825–1901), deutscher Tiermediziner und Hochschullehrer
- Müller, Carl Friedrich (1833–1889), deutscher Architekt und Baubeamter
- Müller, Carl Friedrich (1844–1911), deutscher Germanist und Autor
- Müller, Carl Friedrich August (1777–1837), deutscher Jurist, Beamter der Bayerischen Staatsbibliothek, Zeitschriftengründer und Dramatiker
- Müller, Carl Friedrich von (1768–1824), deutscher Offizier und Gutsbesitzer
- Müller, Carl Friedrich Wilhelm (1830–1903), deutscher Klassischer Philologe
- Müller, Carl Heinrich Florenz (1845–1912), deutscher Unternehmer
- Müller, Carl Hermann (1823–1907), deutscher Geologe und Bergbau-Wissenschaftler
- Müller, Carl Otto (1901–1970), deutscher Maler
- Müller, Carl von (1845–1933), deutscher Verwaltungsjurist in Bayern
- Müller, Carl Werner (1931–2018), deutscher Altphilologe
- Müller, Carl Wilhelm (1728–1801), Bürgermeister von Leipzig
- Müller, Carl Wolfgang (1928–2021), deutscher Erziehungswissenschaftler, Sozialpädagoge und Hochschullehrer
- Müller, Carsten (* 1970), deutscher Politiker (CDU), MdB
- Müller, Carsten (* 1971), deutscher Fußballspieler und -trainer
- Müller, Carsten (* 1981), deutscher Sexualpädagoge und Autor
- Müller, Caspar Detlef Gustav (1927–2003), deutscher Koptologe, Religionshistoriker und Hochschullehrer
- Müller, Caspar Matthäus (1662–1717), deutscher Jurist und Hochschullehrer

### Muller, Ce
- Müller, Cecília (* 1958), ungarische Ärztin und Landesamtsärztin von Ungarn
- Müller, Celine (* 1995), Schweizer Unihockeyspielerin

### Muller, Ch
- Muller, Charles (1877–1914), französischer Schriftsteller
- Muller, Charles (1909–2015), französischer Romanist und Sprachpfleger
- Müller, Charles (1922–2015), Schweizer Diplomat
- Muller, Charles (* 1953), US-amerikanischer Religionswissenschaftler, Professor für ostasiatisches Denken
- Muller, Charles Arthur (* 1868), französischer Bildhauer
- Müller, Charlotte (1893–1972), deutsche Reformpädagogin, Publizistin, Schuldirektorin in Berlin
- Müller, Charlotte (1901–1989), deutsche Widerstandskämpferin, Mitarbeiter der DDR-Staatssicherheit
- Müller, Chris (* 1973), österreichischer Künstler und Unternehmer
- Müller, Christa (1936–2021), deutsche Lyrikerin und Erzählerin
- Müller, Christa (* 1950), deutsche Politikerin (SPD), MdA
- Müller, Christa (* 1956), deutsche Politikerin (Die Linke), Ehefrau von Oskar Lafontaine
- Müller, Christa (* 1960), deutsche SoziologinChrista Müller (* 1960)

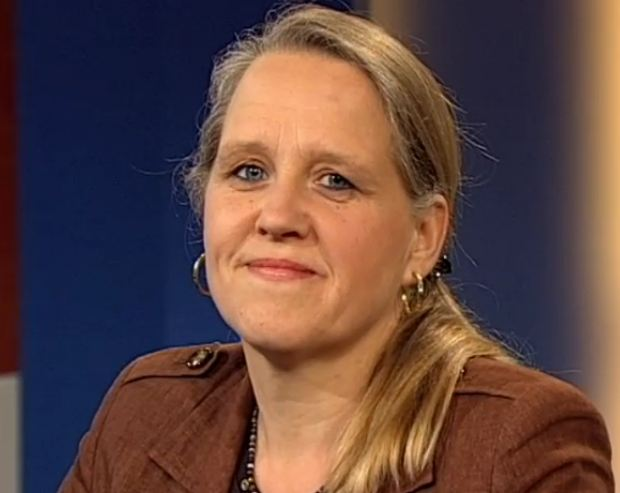
Christa Müller (* 1960)

- Müller, Christa E. (* 1960), deutsche Pharmazeutin und Hochschullehrerin
- Müller, Christian (1666–1746), deutscher evangelischer Geistlicher und Lehrer
- Müller, Christian (* 1690), deutsch-niederländischer Orgelbauer
- Müller, Christian (1775–1851), Vorarlberger Freiheitskämpfer, Schützenmajor und Wirt
- Müller, Christian (1816–1881), deutsch-schweizerischer Apotheker und Politiker
- Müller, Christian (1900–1963), deutscher Politiker (SPD), Bürgermeister und MdL (Bayern)
- Müller, Christian (1921–2013), Schweizer Psychiater
- Müller, Christian (* 1938), deutscher Fußballspieler
- Müller, Christian (1939–2015), deutscher Journalist, Fernseh- und Rundfunkmoderator beim Norddeutschen Rundfunk
- Müller, Christian (* 1944), Schweizer Journalist
- Müller, Christian (* 1947), deutscher Politiker (SPD), MdB
- Müller, Christian (* 1960), deutscher Fußballspieler und -trainer
- Müller, Christian (* 1963), deutscher Sportfunktionär
- Müller, Christian (* 1967), deutscher Ökonom
- Müller, Christian (* 1969), deutscher Journalist und Fernsehmoderator
- Müller, Christian (* 1972), deutscher Triathlet
- Müller, Christian (* 1982), deutscher Radrennfahrer
- Müller, Christian (* 1983), deutscher Fußballspieler
- Müller, Christian (* 1984), deutscher FußballspielerChristian Müller (* 1984)

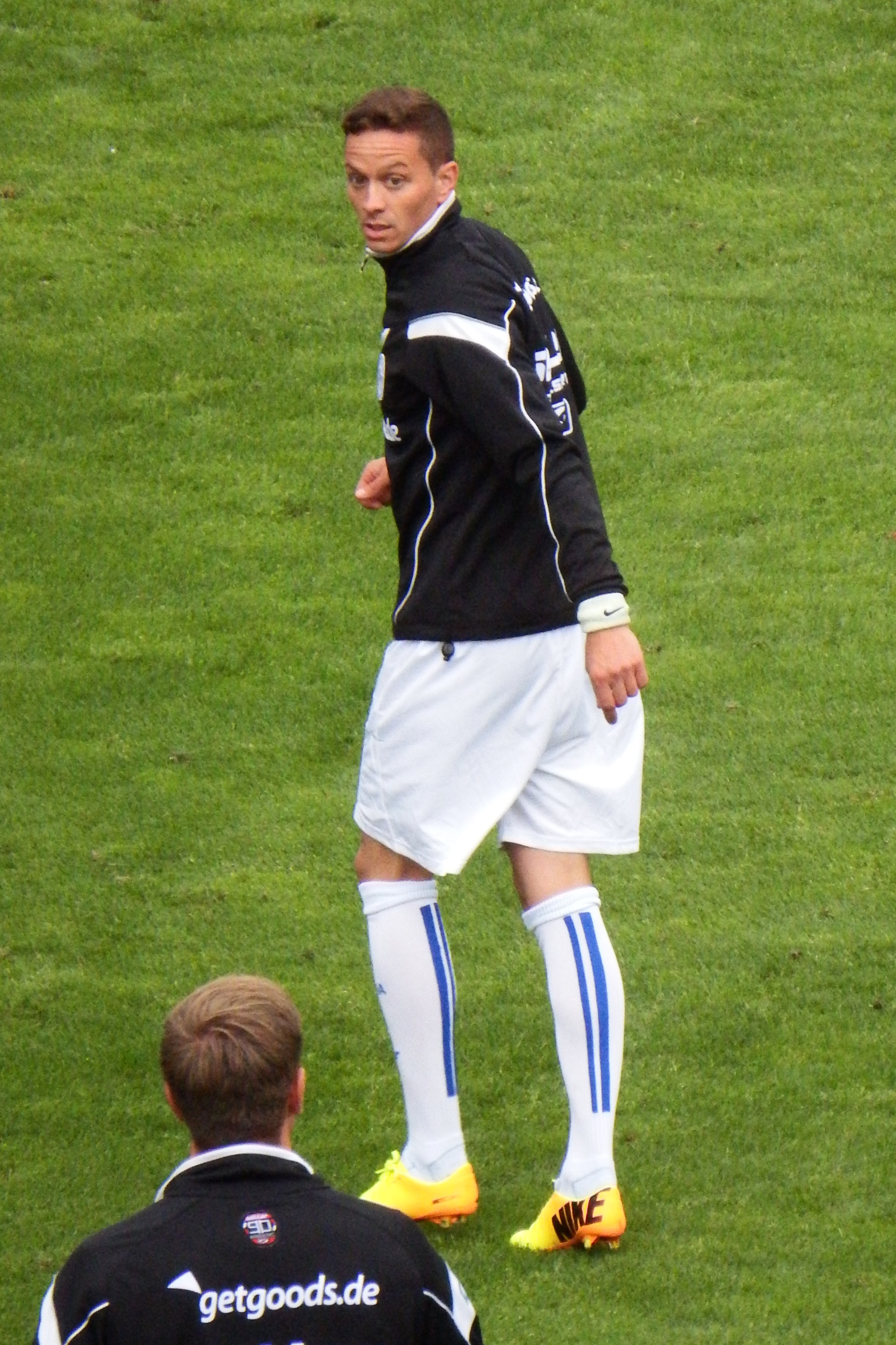
Christian Müller (* 1984)

- Müller, Christian (* 1984), deutscher Eishockey- und Inlinehockeyspieler
- Müller, Christian Adolf (1903–1974), Schweizer Historiker, Burgenkundler und Denkmalpfleger
- Müller, Christian Alexander (* 1980), deutscher Musicaldarsteller
- Müller, Christian Friedrich (1776–1821), deutscher Verleger
- Müller, Christian Gottfried (1747–1819), deutscher klassischer Philologe, Bibliothekar und Pädagoge
- Müller, Christian Gottlieb (1800–1863), deutscher Musiker und Komponist
- Müller, Christian Gottlieb Daniel (1753–1814), Kapitän und Autor
- Müller, Christian Lorenz (* 1972), österreichischer Schriftsteller
- Müller, Christian Moris (* 1975), deutscher Filmregisseur, Drehbuchautor und Produzent
- Müller, Christian Philipp (* 1957), schweizerischer Foto- und Videokünstler, Konzeptkünstler
- Müller, Christian Th. (* 1970), deutscher Historiker
- Müller, Christine (* 1951), deutsche Sekretärin und Politikerin (CDU), MdL Rheinland-Pfalz
- Müller, Christine (* 1959), deutsche Mathematikerin
- Müller, Christof (* 1961), deutscher römisch-katholischer Fundamentaltheologe
- Müller, Christoph (1927–2024), deutscher Rechtswissenschaftler und Hochschullehrer
- Müller, Christoph (1938–2024), deutscher Verleger, Kunstsammler und Mäzen
- Müller, Christoph (* 1947), Schweizer Ordenspriester und Autor
- Müller, Christoph (* 1950), deutscher Diplomat
- Müller, Christoph (* 1961), deutscher Manager
- Müller, Christoph (* 1964), deutscher Filmproduzent und DrehbuchautorChristoph Müller (* 1964)

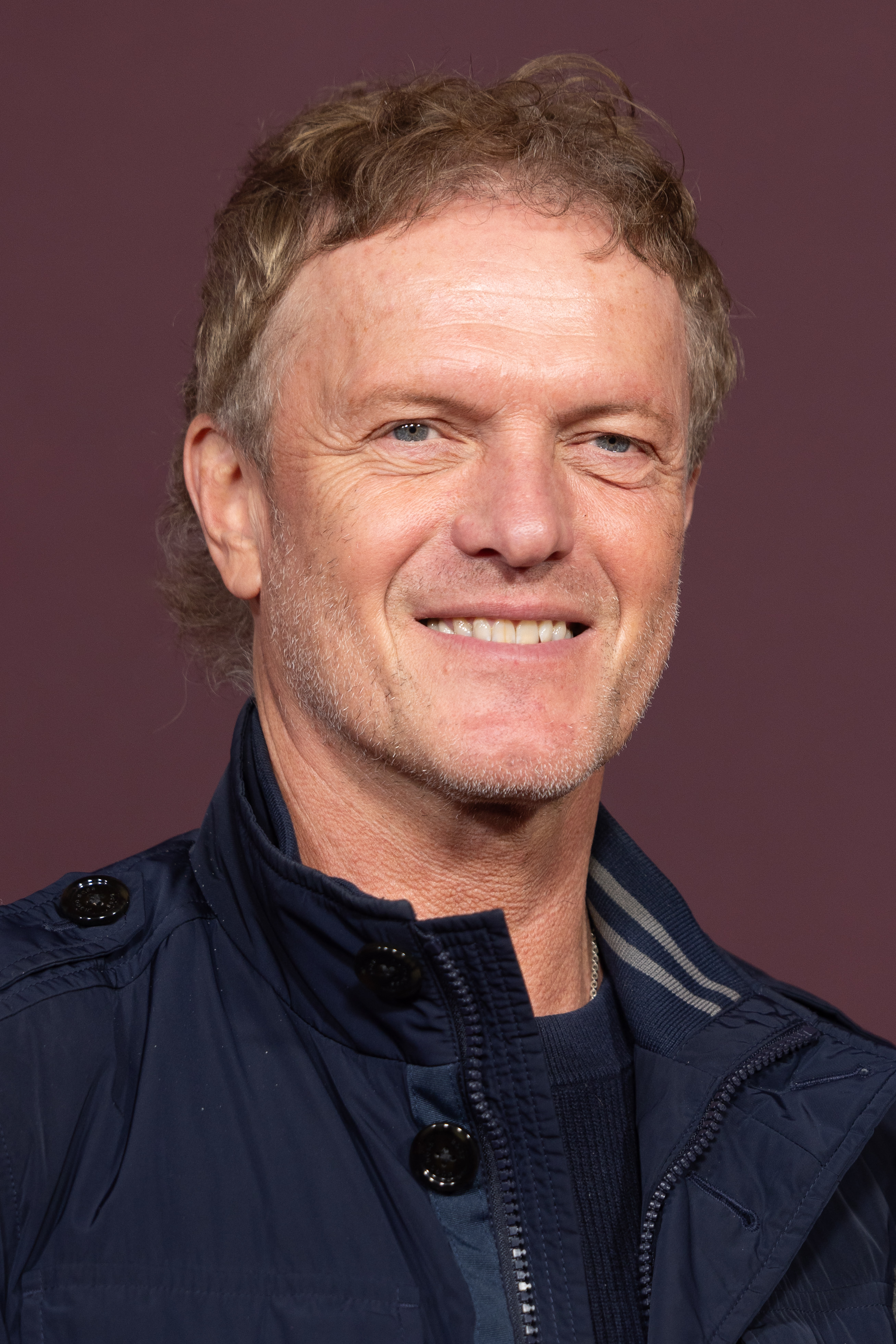
Christoph Müller (* 1964)

- Müller, Christoph (* 1968), österreichischer Skispringer
- Müller, Christoph (* 1969), deutscher Schauspieler und Hörspielsprecher
- Müller, Christoph (* 1970), Schweizer Kulturmanager
- Müller, Christoph (* 1975), deutscher Fußballtorhüter
- Müller, Christoph Alexander (* 1968), deutscher Ökonom
- Müller, Christoph Dietrich (* 1944), Schweizer evangelischer Theologe
- Müller, Christoph Gottlob (1785–1858), Wegbereiter der Wesleyanischen Methodistengemeinschaft in Deutschland
- Müller, Christoph Gregor (* 1963), deutscher Geistlicher, römisch-katholischer Theologe, Rektor der Theologischen Fakultät Fulda
- Müller, Christoph H. (* 1968), Schweizer Musiker, Komponist, Produzent und Tontechniker
- Müller, Christoph Otto (1894–1967), deutscher Philatelist und Bibliotheksleiter
- Müller, Christoph W. (* 1960), deutscher Chemiker, Strukturbiologe und Molekularbiologe

### Muller, Cl
- Müller, Clara (1862–1929), Schweizer Malerin
- Müller, Claudia (* 1964), deutsche Journalistin und Regisseurin
- Müller, Claudia (* 1974), deutsche Fußballspielerin
- Müller, Claudia (* 1981), deutsche Politikerin (Bündnis 90/Die Grünen), MdBClaudia Müller (* 1981)

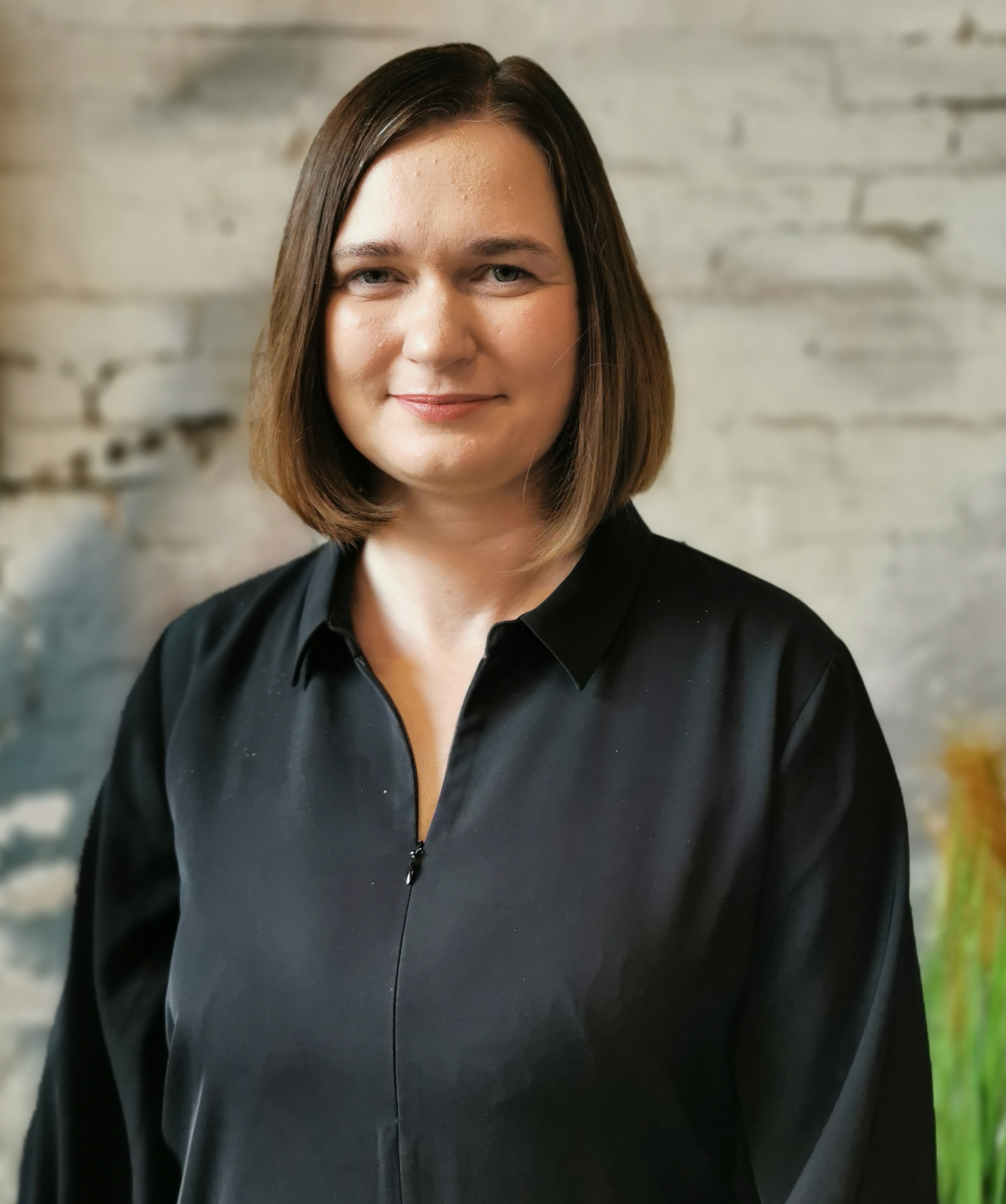
Claudia Müller (* 1981)

- Müller, Claudine (* 1980), Schweizer Leichtathletin
- Muller, Claudio (* 1992), italienischer Skilangläufer
- Müller, Claudius (* 1945), deutscher Ethnologe und Museumsleiter
- Müller, Claus (1920–2008), deutscher Mathematiker
- Müller, Claus (* 1941), deutscher Politiker (SPD), MdHB
- Müller, Clemens (1828–1902), sächsischer Unternehmer

### Muller, Co
- Müller, Cölestin (1772–1846), Abt der Benediktinerabtei Einsiedeln (1825–1846)
- Muller, Colin (* 1963), kanadisch-schweizerischer Eishockeytrainer
- Müller, Conrad (1878–1953), deutscher Mathematiker
- Müller, Constantin (1815–1849), deutscher Kupferstecher und Radierer der Düsseldorfer Schule
- Müller, Corinna (* 1966), deutsche Schriftstellerin und Kriminalbeamtin
- Müller, Corinne (* 1975), Schweizer Leichtathletin
- Müller, Cornelius (1793–1879), deutscher Klassischer Philologe und Gymnasiallehrer
- Müller, Cosma (* 2005), deutsche Aerobicturnerin

### Muller, Cr
- Muller, Craig (* 1961), australischer Ruderer

### Muller, Cu
- Müller, Curt (* 1930), deutscher Aktivist in der Neonaziszene